# 星塔
23°43′17″N 118°27′56″E / 23.72139°N 118.46556°E
星塔位于中国福建省晋江市安海镇安東村成功小学内，2009年被列为福建省文物保护单位。
星塔为崇祯二年（1629年）郑芝鹏所建，五层四角，楼阁式实心砖塔，边长2.4米，高16.6米，葫芦形塔刹。三层西面嵌明崇祯十六年郑芝鹏撰《重建星塔小引》碑一通，四层嵌“星塔之塔”刻石。郑成功少年时期曾在塔下读书。